# Шеридан (окръг, Уайоминг)
Вижте пояснителната страница за други значения на Шеридан.
Окръг Шеридан (на английски: Sheridan County) е окръг в щата Уайоминг, Съединени американски щати. Площта му е 6545 km², а населението – 30 200 души (2016). Административен център е град Шеридан.